# Montegrosso d'Asti
Montegrosso d'Asti är en ort och kommun i provinsen Asti i regionen Piemonte i Italien. Kommunen hade 2 306 invånare (2018).